# Saint Louis Football Club U23
Il Saint Louis Football Club U23 è una società calcistica statunitense fondata nel 2006. È la seconda squadra del Saint Louis FC.
Dal 2006 al 2014 si chiamava Springfield Demize, nella stagione 2015 aveva cambiato nome in Springfield Synergy e infine in Saint Louis FC U23 nel 2016 in seguito all'acquisizione da parte del Saint Louis FC.
Il club gioca le gare interne allo 	SLSG Collinsville nella città di Collinsville (Illinois).

## Risultati anno per anno
| Anno | Divisione | League  | Regular Season | Playoff         | Open Cup        |
| ---- | --------- | ------- | -------------- | --------------- | --------------- |
| 2007 | 4         | USL PDL | 6°, Heartland  | Non qualificato | Non qualificato |
| 2008 | 4         | USL PDL | 6°, Heartland  | Non qualificato | Non qualificato |
| 2009 | 4         | USL PDL | 7°, Heartland  | Non qualificato | Non qualificato |
| 2010 | 4         | USL PDL | 6°, Heartland  | Non qualificato | Non qualificato |
| 2011 | 4         | USL PDL | 7°, Heartland  | Non qualificato | Non qualificato |
| 2012 | 4         | USL PDL | 4°, Heartland  | Non qualificato | Non qualificato |
| 2013 | 4         | USL PDL | 6°, Heartland  | Non qualificato | Non qualificato |
| 2014 | 4         | USL PDL | 4°, Heartland  | Non qualificato | Non qualificato |
| 2015 | 4         | USL PDL | 4°, Heartland  | Non qualificato | Non qualificato |
| 2016 | 4         | USL PDL | 4°, Mid South  | Non qualificato | Non qualificato |
| 2017 | 4         | USL PDL | 3°, Heartland  | Non qualificato | Non qualificato |